# David Durenberger
David Ferdinand Durenberger (Saint Cloud, 19 agosto 1934 – Saint Paul, 31 gennaio 2023) è stato un politico statunitense, senatore per lo stato del Minnesota dal 1978 al 1995.

## Biografia
Nato e cresciuto nel Minnesota, dopo la laurea in legge Durenberger lavorò come avvocato finché nel 1978 entrò in politica con il Partito Repubblicano e si candidò in un'elezione speciale al Senato per il seggio che era stato di Hubert Humphrey e che fino a quel momento era stato occupato dalla sua vedova Muriel.
Durenberger riuscì a vincere e divenne senatore, venendo poi rieletto anche nel 1982 e nel 1988. All'inizio degli anni novanta venne coinvolto in uno scandalo quando i colleghi senatori lo denunciarono pubblicamente per uso improprio dei fondi pubblici e ciò lo portò ad essere radiato dall'albo degli avvocati. Al termine del mandato, Durenberger decise di ritirarsi dal Congresso e abbandonò il seggio. Nel 1995 si dichiarò colpevole e venne condannato ad un anno di libertà vigilata.
Dopo aver lasciato la politica, Durenberger rilasciò alcune sporadiche interviste nel corso degli anni e nel 2005 dichiarò di non essere più un sostenitore del Partito Repubblicano, riconoscendosi come indipendente.